# بیمارستان ۲۲بهمن (نیک‌شهر)
بیمارستان ۲۲ بهمن بیمارستانی است درمانی واقع در شهر نیک‌شهر، استان سیستان و بلوچستان وابسته به دانشکده علوم پزشکی چابهار است.